# Qu, Dazhou
Qu, tidigare stavat Chuhsien, är ett härad som lyder under Dazhous stad på prefekturnivå i Sichuan-provinsen i sydvästra Kina. Det ligger omkring 280 kilometer öster om provinshuvudstaden Chengdu.